# Control (canción de los Cruks En Karnak)
"Control" es la quinta canción del disco Las desventuras de Cruks en Karnak del 2003 de la banda de rock y fusión ecuatoriana Cruks En Karnak.
La letra de la canción en total apego a lo que demuestra su melodía y música trata sobre el hastío que siente una persona hacia las convenciones sociales, acerca de guardar la compostura y no perder el control ante ninguna situación, tal como dice literalmente la canción en la que se repite una y otra vez la frase "hay que tener el control". Una muestra del espíritu de la canción es la frase de "hay que tener el control, pretender que nada pasa aunque colapse tu casa, tu futuro y tu razón".
En el estribillo, el autor de la canción hace mención a como, aunque lo tratemos, el control se nos escapa de las manos.
Como dato curioso, esta canción fue dedicada por Sergio Sacoto a su padre.
- Datos: Q5785366